# Patrick Donahue
Patrick Donahue (Los Angeles, ...) è un ex giocatore di football americano statunitense che ha giocato come wide receiver.